# バンクーバー朝日軍
『バンクーバー朝日軍』（バンクーバーあさひぐん）は、原作はデッド・Y・フルモト、作画は原秀則による野球漫画。ビッグコミックスペリオールで2012年から2014年まで連載された。1914年から1941年まで、カナダのバンクーバーに実在した日系カナダ移民の野球チーム「バンクーバー朝日」を題材にしている。

## 登場人物
テディ藤本（忠義）
ケイン明石（憲一）
ハリー矢崎（重市）
宮本松次郎